# Умурзаков, Сардор Уктамович
Сардор Уктамович Умурзаков (узб. Sardor Uktamovich Umurzakov; род. 23 ноября 1977 года, Ташкент, Узбекская ССР, СССР) — Государственный деятель Республики Узбекистан, советник Президента Республики Узбекистана по стратегическому развитию, председатель Координационного совета по организации деятельности аналитических и исследовательских структур при Президенте. 

## Биография
Родился в Ташкенте 23 ноября 1977 года. Отец — Умурзаков Уктам Пардаевич (1952—2021), ректор Ташкентского института инженеров ирригации и механизации сельского хозяйства — председатель совета высшего образования Республики Узбекистан. В период с 1994 по 1998 год получил высшее образование в Ташкентском государственном экономическом университете на факультете «Международные финансы и банковское дело». В 1998—1999 гг. после получения диплома бакалавра обучался в Университете Рединга (Великобритания), где получил степень магистра по специализации «Банковское дело».
2000—2003 гг. — начало трудовой деятельности в банковской сфере в Национальном банке внешнеэкономической деятельности Республики Узбекистан в должности специалиста 2-й категории. Некоторое время спустя стал специалистом 1-й категории, затем — ведущим специалистом, а позже — начальником отдела управления инвестициями. В 2003 году был назначен заместителем управляющего Самаркандского управления Национального банка внешнеэкономической деятельности Республики Узбекистан.
С 2004 по 2007 год проживал в Лондоне, занимая должность старшего банкира бизнес-группы финансовых институтов в Европейском банке реконструкции и развития. Вернувшись из Великобритании, с 2007 года по 2013 год занимал руководящие посты в Казначействе Министерства финансов Республики Узбекистан: заместитель начальника, затем начальник Управления Казначейства города Ташкента и далее — первый заместитель начальника Казначейства Министерства финансов Республики Узбекистан.
С 2014 по 2017 гг. — советник председателя Ассоциации «Узбекчармпойабзали». В 2017—2018 годах работал заместителем председателя Правления в той же Ассоциации. В 2018—2019 годах работал в должности председателя Ассоциации «Узчармсаноат», созданной путем реорганизации Ассоциации «Узбекчармпойабзали».
28 января 2019 года Указом Президента Республики Узбекистан Сардор Умурзаков был назначен министром инвестиций и внешней торговли Республики Узбекистан.
10 марта 2020 года Указом Президента Республики Узбекистан Сардор Умурзаков был назначен заместителем Премьер-министра по вопросам инвестиций и внешнеэкономических связей — министром инвестиций и внешней торговли Республики Узбекистан
16 июля 2022 года Указом Президента Республики Узбекистан Сардор Умурзаков был назначен руководителем Администрации Президента Республики Узбекистан.
17 августа 2023 года Указом Президента Республики Узбекистан Сардор Умурзаков был назначен советником Президента Республики Узбекистан по особым поручениям.
14 июля 2025 года Указом Президента Республики Узбекистан Сардор Умурзаков был назначен советником Президента Республики Узбекистан по стратегическому развитию.
Также с января 2019 года по 16 июля 2022 года являлся Председателем Совета по тарифному и не тарифному регулированию внешней торговли и Председателем Межведомственной комиссии по вступлению в ВТО.
С августа 2019 года по 16 июля 2022 года — Председатель Правительственной комиссии по вопросам внешней торговли, инвестиций, развития промышленности и технического регулирования.
Также до 16 июля 2022 года занимал должности Председателя Совета Фонда прямых инвестиций Узбекистана, Председателя Наблюдательного совета АО «Узбекинвест» и Председателя Совета директоров «Uzbekinvest International Insurance Company» (Лондон, Великобритания).
Заместитель председателя совета управляющих Европейского банка реконструкции и развития до 16 июля 2022 года (штаб-квартира — Лондон, Великобритания).
Управляющий Азиатского банка инфраструктурных инвестиций до 16 июля 2022 года (штаб-квартира — Пекин, КНР).
Председатель совета управляющих Исламского банка развития до 16 июля 2022 года (штаб-квартира — Джидда, Саудовская Аравия).
Управляющий Азиатского банка развития до 16 июля 2022 года (штаб-квартира — Манила, Филиппины).
С сентября 2019 года — член Политсовета Либерально-демократической партии Узбекистана
Председатель управляющего совета Национального исследовательского университета Республики Узбекистан до 17 августа 2023 года.
С 31-го декабря 2024 года — Председатель Координационного совета по организации деятельности аналитических и исследовательских структур при Президенте Республики Узбекистан.

## Учёная степень
Доктор философии по экономическим наукам (PhD).